# Саксен, Арно
Арно Саксен (фин. Arno Saxén); 30 мая 1895 Йювяскюля, Финляндия — 19 ноября 1952 Цюрих, Швейцария) — финский патолог, профессор Университета в Хельсинки, один из врачей Международной Комиссии, собранной немецкими властями в 1943 году, которая проводила в Катыни эксгумацию убитых польских офицеров.

## Биография
Родился 30 мая 1895 года в Йювяскюля, в семье Уно Альфонса Саксена (фин. Uno Alfons Saxén 1863—1948) и Анны Марии Песониус (фин. Anna Maria Pesonius 1868—1929).
Работал в Институте судебной медицины в Хельсинки. Был также членом правления финского Красного Креста. По просьбе секретаря немецкого посольства в Хельсинки, барона Унгерн-Стэрнберга, принял участие в работе Международной Комиссии по Катыни. В Катыни находился в роли наблюдателя и лично трупы не вскрывал. По возвращении из Катыни немцы предложили доктору Саксену принять участие в докладе, однако финский врач отказался, не желая быть обвиненным в сотрудничестве с нацистской пропагандистской машиной. Единственное газетное интервью, которое он дал по возвращении из Катыни появилось в финской газете «Turun Sanomat».
По окончании войны, из опасения перед советскими репрессиями, он уничтожил все имеющиеся у него документы касающиеся преступления в Катыни и отправился в эмиграцию в Швецию. По возвращении в Финляндию вызывался на частые допросы в Союзную Контрольную Комиссию в Финляндии, располагавшуюся в гостинице «Торни» в Хельсинки. Комиссия пыталась получить у него заявление с отказом от подписи под заключительным протоколом Международной Комиссии, возлагающем вину за убийства в Катыни на Советский Союз. Несмотря на давления и угрозы Саксен воспротивился советским требованиям.
Обладающий превосходным здоровьем доктор Саксен неожиданно умер во время конференции в Цюрихе 19 ноября 1952 года в возрасте всего лишь 57 лет. В 2008 году был посмертно награждён польскими властями. Награду принял в здании посольства РП в Хельсинки его старший сын, Эрки Саксен.